# Necoclí
Necoclí est une municipalité située sur le golfe d'Urabá, dans le département d'Antioquia, en Colombie.
La population est estimée en 2021 à 44 811 habitants, dont 12 919 pour la population du centre urbain et 31 892 pour le reste du territoire. Elle était composée lors du recensement de 2005 de 59 % d'afro-descendants, de 37,5 de blancs et de métis et de 3,5 % d'Amérindiens.

## Personnalités liées à la municipalité
- Juan Cuadrado (1988-) : footballeur né à Necoclí.